# سیارک ۶۹۸

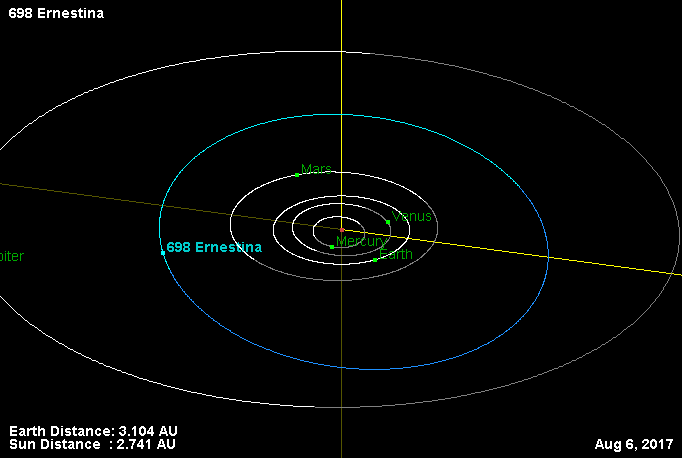
سیارک 698

سیارک ۶۹۸ (به انگلیسی: 698 Ernestina، نامگذاری:1910JX) ششصد و نود و هشتمین سیارک کشف شده‌است که در ۵ مارس ۱۹۱۰ و در هایدلبرگ کشف شد.
قدر مطلق سیارک برابر ۱۰٫۷۰ است.